# 郑维勇
郑维勇（1982年—），贵州道真人，仡佬族，中华人民共和国政治人物、第十二届全国人民代表大会贵州地区代表。
毕业于遵义师范学院学前教育专业。加入中国共产党。2013年，担任全国人大代表。